# Hoplacephala nathani
Hoplacephala nathani är en tvåvingeart som beskrevs av Yu. G. Verves 1988. Hoplacephala nathani ingår i släktet Hoplacephala och familjen köttflugor. Inga underarter finns listade i Catalogue of Life.